# Racing Club de Cannes 2015-2016
Questa voce raccoglie le informazioni riguardanti il Racing Club de Cannes nelle competizioni ufficiali della stagione 2015-2016.

## Organigramma societario
Area direttiva
- Presidente: Anny Courtade
- Vicepresidente: Georges Marchisio, Michael Cozzi
- Segreteria generale: Colette Fradin-Vaudoit

Area organizzativa
- Tesoriere: Nancy Costa

Area tecnica
- Allenatore: Yan Fang
- Allenatore in seconda: Mathieu Buravant

Area sanitaria
- Medico: Francis Casali, Olivier Fichez
- Fisoterapista: Alice Chapelier
- Osteopata: Marc Bozzetto

## Rosa
| N° | Nome              | Ruolo | Data di nascita   | Nazionalità sportiva |
| -- | ----------------- | ----- | ----------------- | -------------------- |
| 1  | Myriam Kloster    | C     | 4 agosto 1989     | Francia              |
| 2  | Margaux Bouzinac  | P     | 4 settembre 1996  | Francia              |
| 3  | Lucille Gicquel   | S/O   | 13 novembre 1997  | Francia              |
| 4  | Marika Bianchini  | S/O   | 23 aprile 1993    | Italia               |
| 5  | Viktorija Del'ros | L     | 12 maggio 1993    | Ucraina              |
| 6  | Déborah Ortschitt | L     | 10 giugno 1987    | Francia              |
| 7  | Sanja Bursać      | S     | 10 gennaio 1990   | Serbia               |
| 8  | Marina Akulova    | P     | 13 dicembre 1985  | Russia               |
| 9  | Letizia Camera    | P     | 1º ottobre 1992   | Italia               |
| 11 | Alexandra Lazić   | S/O   | 24 aprile 1994    | Svezia               |
| 14 | Rachel Sánchez    | C     | 9 gennaio 1989    | Cuba                 |
| 15 | Sara Hutinski     | C     | 20 giugno 1991    | Slovenia             |
| 16 | Nadija Kodola     | S/O   | 29 settembre 1988 | Ucraina              |
| 17 | Gergana Dimitrova | S     | 28 febbraio 1996  | Bulgaria             |
| 18 | Romane Ruiz       | L     | 5 gennaio 1997    | Francia              |
| 20 | Nancy Carrillo    | S/O   | 11 gennaio 1986   | Cuba                 |